# Yunggiema
Yunggiema (chinois simplifié : 央吉玛 ; pinyin : Yāngjímǎ), dont le nom de naissance est 次仁央吉, cìrén yāngjí, née le 3 avril 1986 sur le Xian de Mêdog est une chanteuse chinoise de la minorité Monba, population vivant à cheval entre l'État d'Arunachal Pradesh en Inde et la Région autonome du Tibet en Chine. Elle chante en mandarin, ainsi qu'en tibétain et monba,.
Elle s'est fait connaître dans l'ensemble de la Chine notamment par sa participation à l'émission Idole chinoise (zh) (中国梦之声, en anglais « Chinese Idol ») sur Dragon Television, une télévision de Shanghai, en 2013.
Elle y a interprété la chanson traditionnelle monba « Prière à la beauté éternelle » (en chinois : 《祈禱永恆的美麗》), adaptation musicale du Saraswati Vandana Mantra (en),, en l'honneur de la déesse hindouiste des arts et de la sagesse, Sarasvati.
Elle pratique également la peinture.

## Œuvres

### Cinéma
- 2008 long métrage 《兄弟》, actrice ;
- 2012 court-métrage 《城市印象2012之阿布》 réalisé par Li Mingming (李明明), dans le rôle d'une fille de l'ethnie Wa (佤族姑娘叶子) ;
- 2013 court-métrage 《青春》 réalisé par Wang Leiqing (王磊卿), dans le rôle de Xiaohua (校花) ;